# Trikåfabriken 9

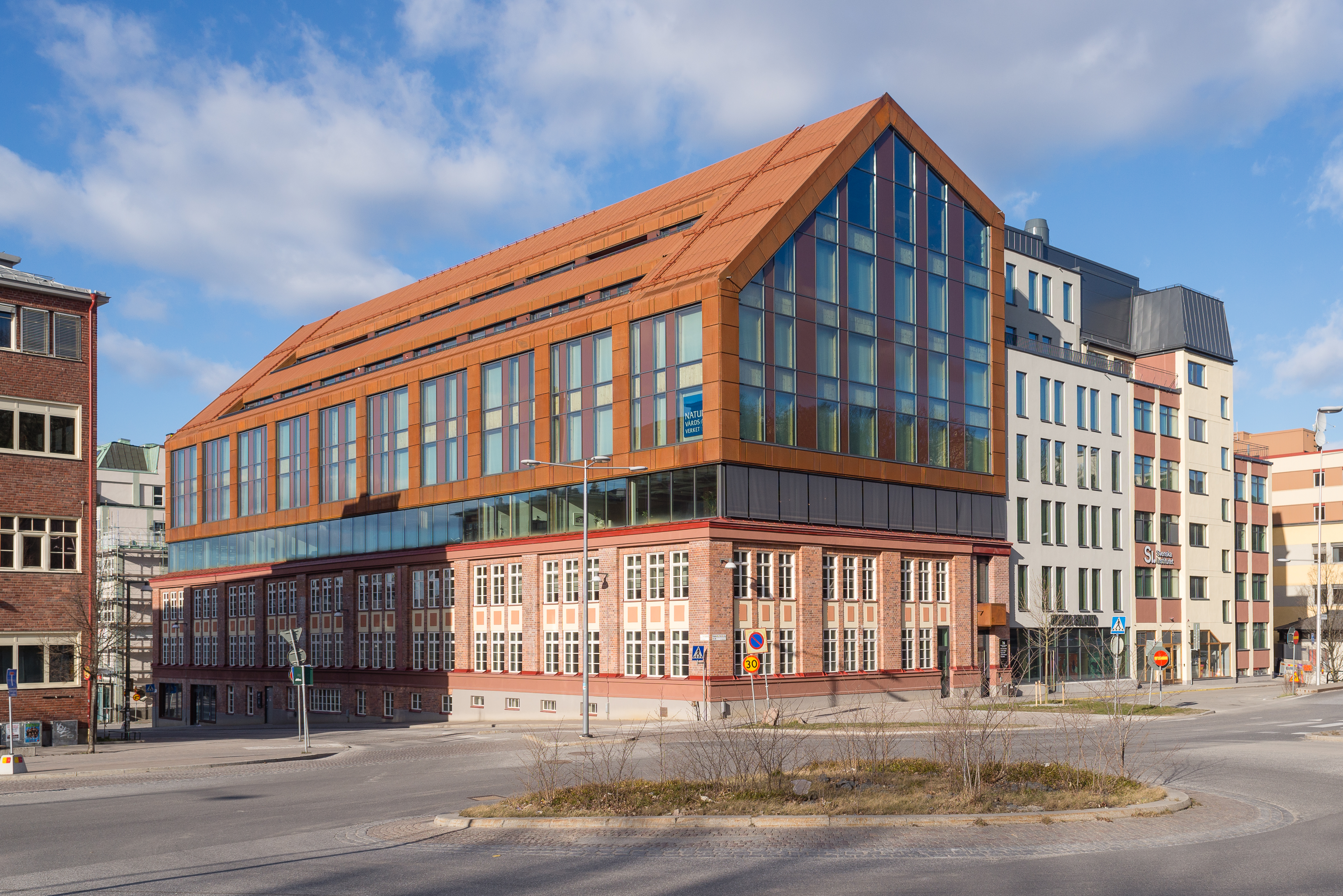
Fastigheten i mars 2020. Den äldsta delen med tegelfasad har byggts till med en ny kontorsdel med fasad i cortenstål och stomme i trä.

Trikåfabriken 9 är en kontorsfastighet i Södra Hammarbyhamnen i Stockholm bestående av äldre industribyggnader som under 2016-2019 byggdes om och till av fastighetsägaren Fabege efter ritningar av Tengboms arkitekter. Totalentreprenör för ombyggnaden var Arcona.

## Historik
Den äldsta delen av fastigheten uppfördes 1928 för trikåtillverkaren Albert Terberger och var den första industribyggnaden som uppfördes i det nya industriområdet i Södra Hammarbyhamnen. Fastigheten togs över av Hugins kassaregister 1956.
Dagens fastighet består av tre äldre huskroppar som har byggts om och till. På den äldsta delen har 5200 kvadratmeter stor tillbyggnad gjort ovanpå den äldre delen. Tillbyggnaden har en stomme i korslimmat trä (KL-trä) och limträ och en  fasad i cortenstål och glas. Sammanlagt rymmer fastigheten 25.000 kvadratmeter kontor.

## Hyresgäster
Bland hyresgästerna som flyttade in i fastigheten efter ombyggnaden fanns Naturvårdsverket, Svenska institutet och Hyper Island som alla flyttade sina huvudkontor dit. I bottenvåningen finns det en restaurang.

## Nomineringar
Fastigheten nominerades som ett av tio projekt till Årets Stockholmsbyggnad 2020 med motivering:
| ” | Ett kaxigt tillskott som ger en befintlig industriromantisk byggnad en egen personlighet. Det är en intressant kombination av återanvändning och hållbart byggande - som visar möjligheten att göra tillbyggnader i ett lätt, klimatsmart byggmaterial. Gammalt och nytt har vävts ihop till en ny helhet. | „ |

Trikåfabriken var också en av finalisterna till Plåtpriset 2020.

## Bilder

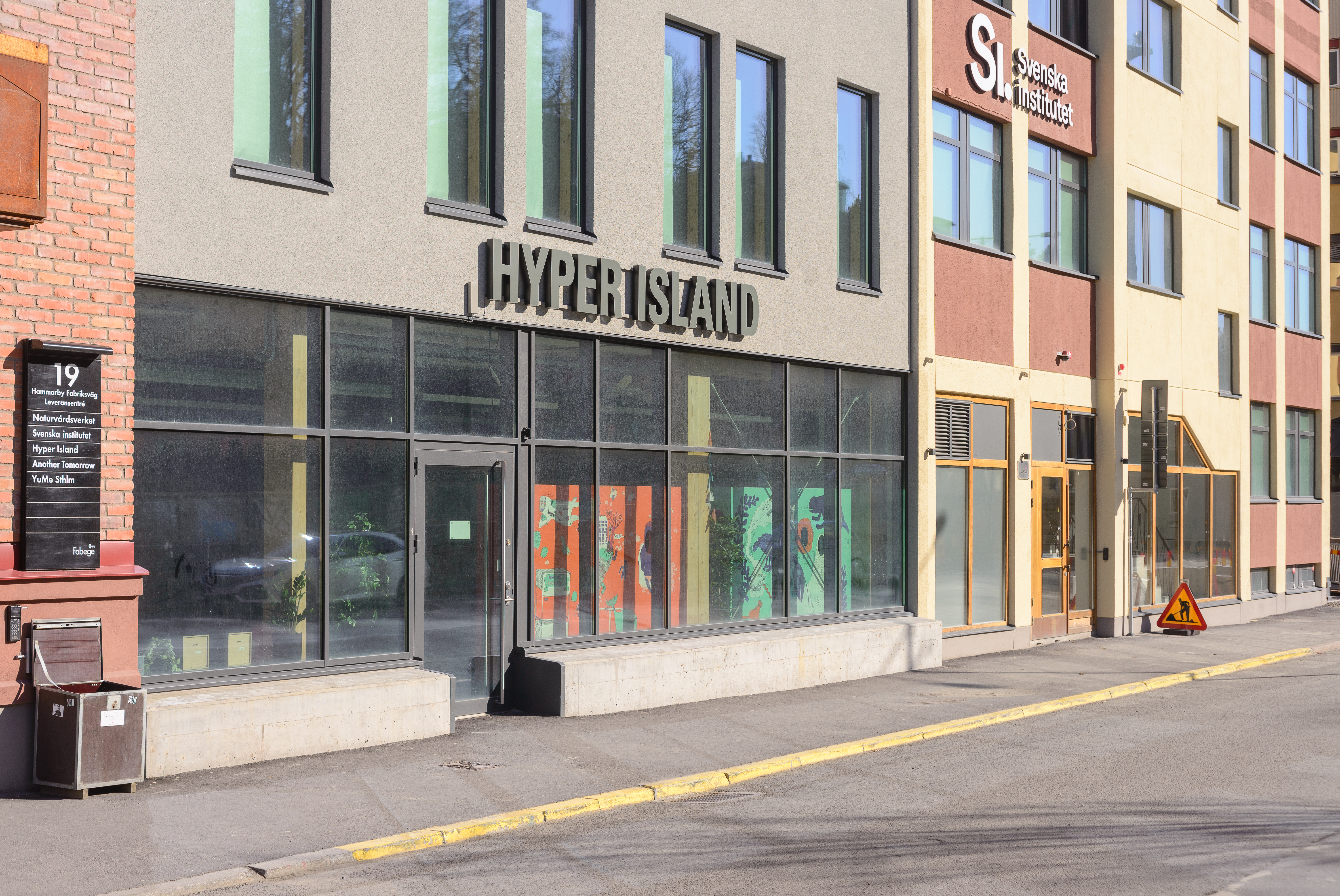
Hyper Islands lokaler.
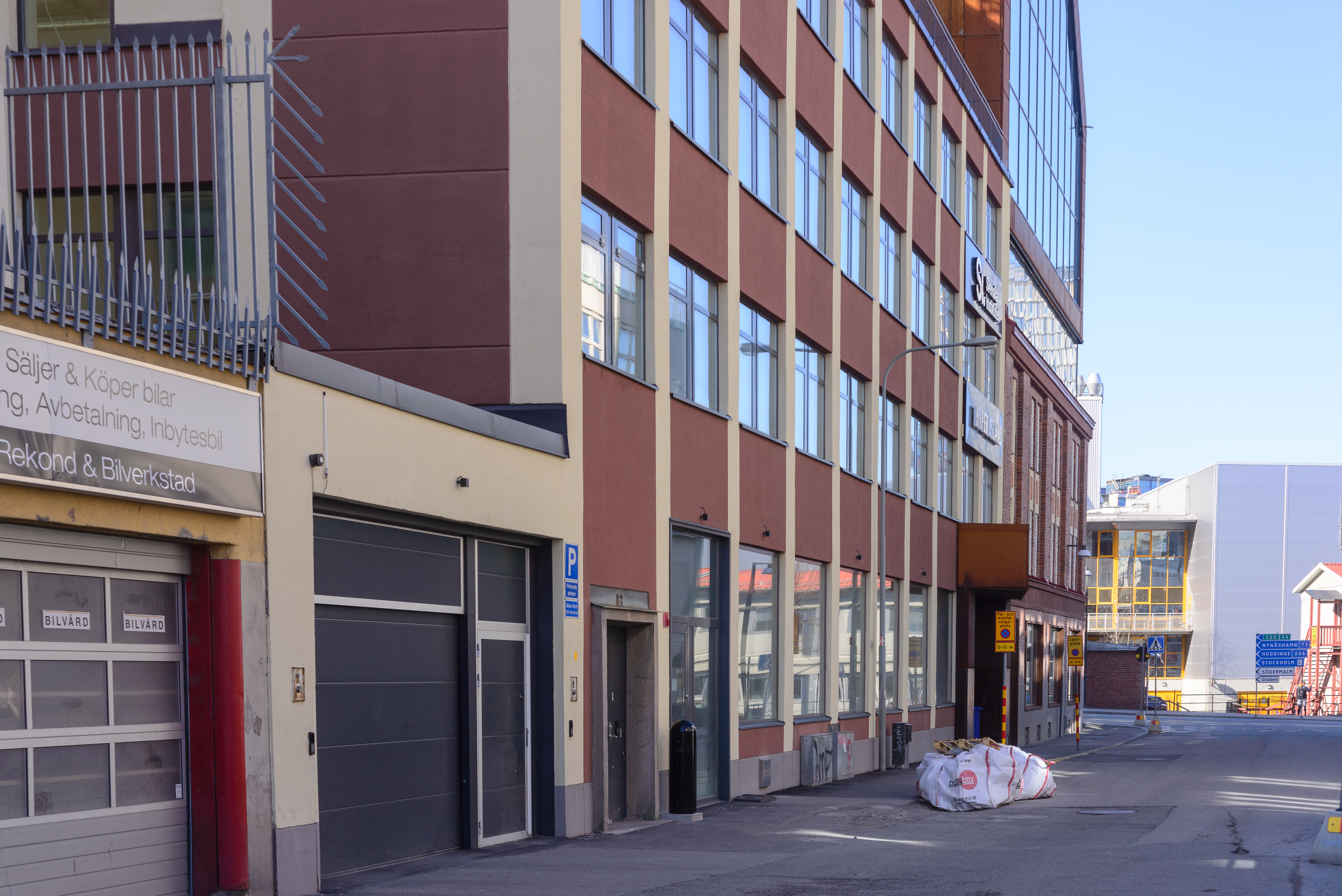
Fasad mot norr.
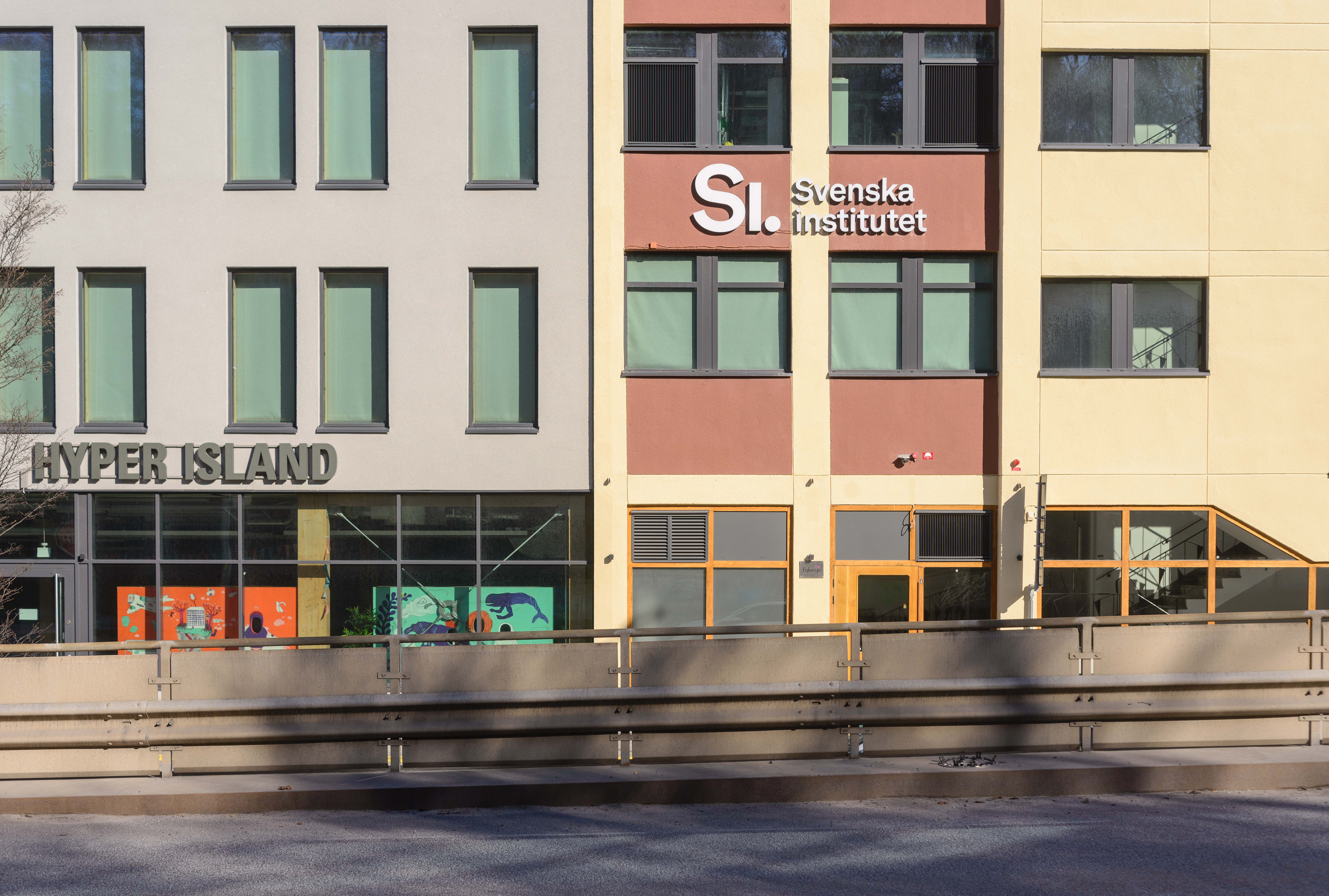
Detalj av fasaden.
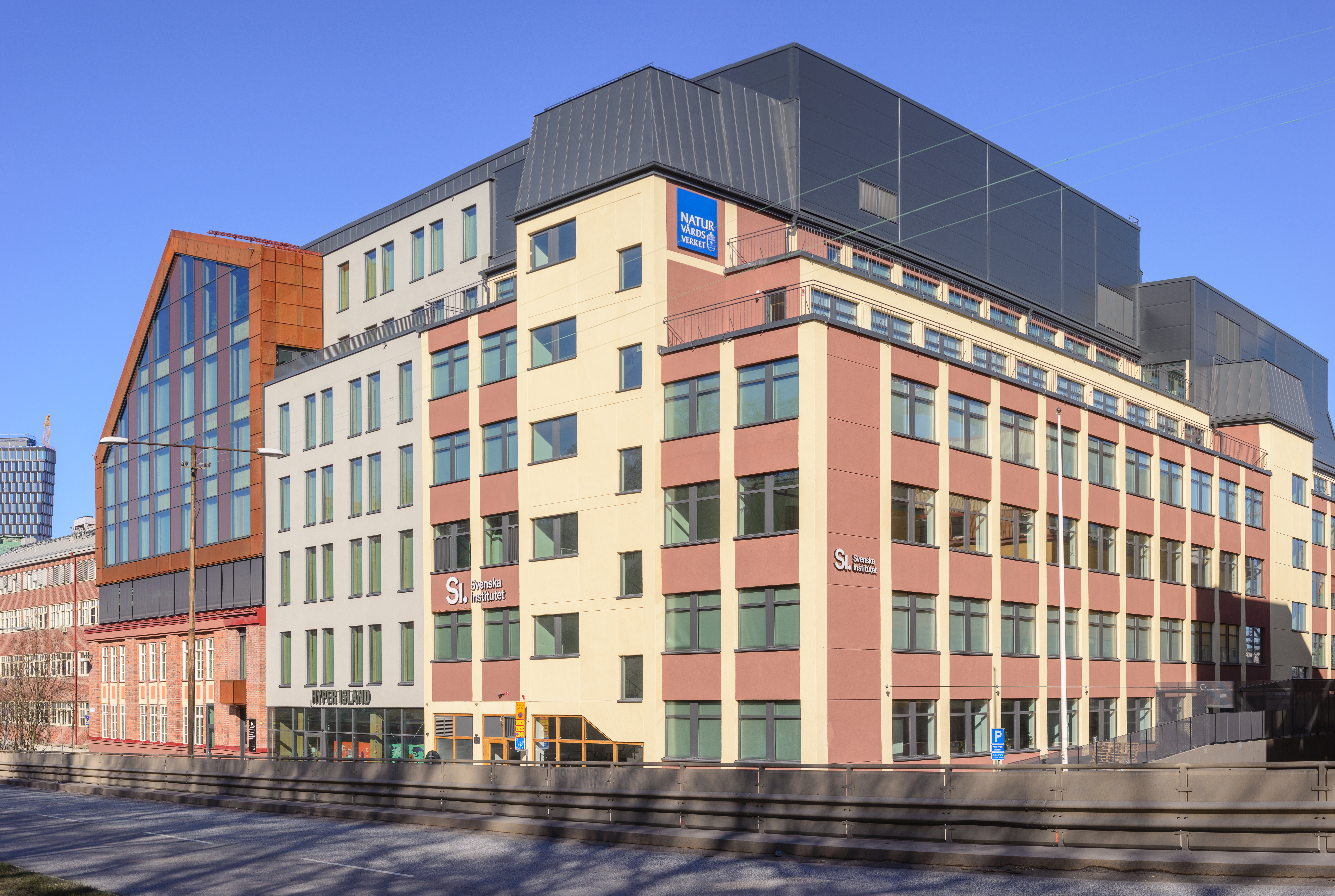
Fasad mot söder.